# Elezioni regionali nel Lazio del 2005
Le elezioni regionali italiane del 2005 nel Lazio si sono tenute il 3 e 4 aprile. Esse hanno visto la vittoria di Piero Marrazzo, sostenuto da L'Unione, che ha sconfitto il presidente uscente Francesco Storace, sostenuto dalla Casa delle Libertà.
A seguito delle dimissioni di Marrazzo, avvenute il 27 ottobre 2009, le sue funzioni sono state assunte dal vicepresidente della Regione, Esterino Montino; il mancato ricorso alle elezioni anticipate è da ricollegarsi alla vicinanza di tempo con la tornata generale.

## Risultati
| Candidati                                                       | Candidati                                                       | Voti                                                            | %     | Liste               | Voti      | %     | Seggi |
| --------------------------------------------------------------- | --------------------------------------------------------------- | --------------------------------------------------------------- | ----- | ------------------- | --------- | ----- | ----- |
|                                                                 | Piero Marrazzo (Marrazzo Presidente) ✔️ Presidente              | 1 631 501                                                       | 50,69 | Uniti nell'Ulivo    | 748 756   | 27,04 | 16    |
| Lista civica Piero Marrazzo                                     | Piero Marrazzo (Marrazzo Presidente) ✔️ Presidente              | 1 631 501                                                       | 50,69 | 186 740             | 6,74      | 4     |       |
| Partito della Rifondazione Comunista                            | Piero Marrazzo (Marrazzo Presidente) ✔️ Presidente              | 1 631 501                                                       | 50,69 | 162 775             | 5,88      | 3     |       |
| Federazione dei Verdi                                           | Piero Marrazzo (Marrazzo Presidente) ✔️ Presidente              | 1 631 501                                                       | 50,69 | 73 045              | 2,64      | 2     |       |
| Partito dei Comunisti Italiani                                  | Piero Marrazzo (Marrazzo Presidente) ✔️ Presidente              | 1 631 501                                                       | 50,69 | 64 676              | 2,34      | 1     |       |
| Popolari UDEUR                                                  | Piero Marrazzo (Marrazzo Presidente) ✔️ Presidente              | 1 631 501                                                       | 50,69 | 46 243              | 1,67      | 1     |       |
| Italia dei Valori                                               | Piero Marrazzo (Marrazzo Presidente) ✔️ Presidente              | 1 631 501                                                       | 50,69 | 28 600              | 1,03      | 1     |       |
| Consumatori Uniti                                               | Piero Marrazzo (Marrazzo Presidente) ✔️ Presidente              | 1 631 501                                                       | 50,69 | 18 163              | 0,66      | –     |       |
| Forza Roma                                                      | Piero Marrazzo (Marrazzo Presidente) ✔️ Presidente              | 1 631 501                                                       | 50,69 | 10 336              | 0,37      | –     |       |
| Avanti Lazio                                                    | Piero Marrazzo (Marrazzo Presidente) ✔️ Presidente              | 1 631 501                                                       | 50,69 | 3 285               | 0,12      | –     |       |
| Seggi assegnati alla lista regionale                            | Seggi assegnati alla lista regionale                            | Seggi assegnati alla lista regionale                            | 50,69 | 14                  |           |       |       |
|                                                                 | Francesco Storace (Per il Lazio)                                | 1 524 712                                                       | 47,37 | Alleanza Nazionale  | 468 679   | 16,93 | 10    |
| Forza Italia                                                    | Francesco Storace (Per il Lazio)                                | 1 524 712                                                       | 47,37 | 425 128             | 15,35     | 9     |       |
| Unione dei Democratici Cristiani e di Centro                    | Francesco Storace (Per il Lazio)                                | 1 524 712                                                       | 47,37 | 217 390             | 7,85      | 4     |       |
| Lista Storace                                                   | Francesco Storace (Per il Lazio)                                | 1 524 712                                                       | 47,37 | 195 356             | 7,05      | 4     |       |
| Nuovo PSI                                                       | Francesco Storace (Per il Lazio)                                | 1 524 712                                                       | 47,37 | 30 429              | 1,10      | –     |       |
| Il Trifoglio                                                    | Francesco Storace (Per il Lazio)                                | 1 524 712                                                       | 47,37 | 15 763              | 0,57      | –     |       |
| Movimento Idea Sociale                                          | Francesco Storace (Per il Lazio)                                | 1 524 712                                                       | 47,37 | 12 611              | 0,46      | –     |       |
| Partito Repubblicano Italiano - Partito Liberale Italiano       | Francesco Storace (Per il Lazio)                                | 1 524 712                                                       | 47,37 | 11 763              | 0,42      | –     |       |
| Partito Pensionati                                              | Francesco Storace (Per il Lazio)                                | 1 524 712                                                       | 47,37 | 7 788               | 0,28      | –     |       |
| Lista Consumatori                                               | Francesco Storace (Per il Lazio)                                | 1 524 712                                                       | 47,37 | 4 207               | 0,15      | –     |       |
| Costituente Democratica                                         | Francesco Storace (Per il Lazio)                                | 1 524 712                                                       | 47,37 | 2 915               | 0,11      | –     |       |
| Seggio assegnato al candidato presidente classificatosi secondo | Seggio assegnato al candidato presidente classificatosi secondo | Seggio assegnato al candidato presidente classificatosi secondo | 47,37 | 1                   |           |       |       |
|                                                                 | Alessandra Mussolini                                            | 62 498                                                          | 1,94  | Alternativa Sociale | 32 541    | 1,18  | –     |
| Lista Quadrifoglio                                              | Alessandra Mussolini                                            | 62 498                                                          | 1,94  | 1 908               | 0,07      | –     |       |
| Totale                                                          | Totale                                                          | 3 218 711                                                       | 100   |                     | 2 769 097 | 100   | 70    |

## Candidati eletti
| Collegio  | Lista                  | Eletto                                   | Preferenze |
| --------- | ---------------------- | ---------------------------------------- | ---------- |
| Lazio     | Marrazzo Presidente    | Piero Marrazzo (Presidente eletto)       |            |
| Lazio     | Marrazzo Presidente    | Augusto Battaglia                        |            |
| Lazio     | Marrazzo Presidente    | Antonietta Brancati                      |            |
| Lazio     | Marrazzo Presidente    | Paola Brianti                            |            |
| Lazio     | Marrazzo Presidente    | Giuseppe Celli                           |            |
| Lazio     | Marrazzo Presidente    | Wanda Ciaraldi                           |            |
| Lazio     | Marrazzo Presidente    | Daniele Fichera                          |            |
| Lazio     | Marrazzo Presidente    | Maria Antonietta Grosso                  |            |
| Lazio     | Marrazzo Presidente    | Luisa Laurelli                           |            |
| Lazio     | Marrazzo Presidente    | Annamaria Grazia Massimi                 |            |
| Lazio     | Marrazzo Presidente    | Guido Milana                             |            |
| Lazio     | Marrazzo Presidente    | Claudio Moscardelli                      |            |
| Lazio     | Marrazzo Presidente    | Ivano Peduzzi                            |            |
| Lazio     | Marrazzo Presidente    | Anna Evelina Pizzo                       |            |
| Lazio     | Marrazzo Presidente    | Filiberto Zaratti                        |            |
| Lazio     | Per il Lazio           | Francesco Storace (Secondo classificato) |            |
| Roma      | Uniti nell'Ulivo       | Silvia Costa                             | 23.909     |
| Roma      | Uniti nell'Ulivo       | Bruno Astorre                            | 23.231     |
| Roma      | Uniti nell'Ulivo       | Francesco Dalia                          | 16.400     |
| Roma      | Uniti nell'Ulivo       | Claudio Mancini                          | 15.922     |
| Roma      | Uniti nell'Ulivo       | Daniela Valentini                        | 15.713     |
| Roma      | Uniti nell'Ulivo       | Enzo Foschi                              | 15.421     |
| Roma      | Uniti nell'Ulivo       | Umberto Ponzo                            | 14.972     |
| Roma      | Uniti nell'Ulivo       | Mario Di Carlo                           | 14.904     |
| Roma      | Uniti nell'Ulivo       | Rapisardo Antinucci                      | 14.702     |
| Roma      | Uniti nell'Ulivo       | Carlo Lucherini                          | 14.525     |
| Roma      | Uniti nell'Ulivo       | Giovanni Carapella                       | 12.354     |
| Roma      | Uniti nell'Ulivo       | Antonio Zanon                            | 12.120     |
| Roma      | Lista Civica Marrazzo  | Marco Di Stefano                         | 13.988     |
| Roma      | Lista Civica Marrazzo  | Luigi Canali                             | 4.296      |
| Roma      | Lista Civica Marrazzo  | Roberto Alagna                           | 4.291      |
| Roma      | Lista Civica Marrazzo  | Massimo Pineschi                         | 4.287      |
| Roma      | Rifondazione Comunista | Luigi Nieri                              | 10.283     |
| Roma      | Rifondazione Comunista | Enrico Luciani                           | 4.580      |
| Roma      | Rifondazione Comunista | Alessandra Tibaldi                       | 3.771      |
| Roma      | Federazione dei Verdi  | Angelo Bonelli                           | 6.037      |
| Roma      | Federazione dei Verdi  | Giuseppe Mariani                         | 1.905      |
| Roma      | Comunisti Italiani     | Alessio D'Amato                          | 3.105      |
| Roma      | UDEUR Popolari         | Simone Gargano                           | 5.053      |
| Roma      | Italia dei Valori      | Giovanni Loreto Colagrossi               | 2.863      |
| Roma      | Alleanza Nazionale     | Giulio Gargano                           | 32.216     |
| Roma      | Alleanza Nazionale     | Andrea Augello                           | 25.045     |
| Roma      | Alleanza Nazionale     | Francesco Aracri                         | 22.493     |
| Roma      | Alleanza Nazionale     | Fabio Rampelli                           | 19.208     |
| Roma      | Alleanza Nazionale     | Bruno Prestagiovanni                     | 15.938     |
| Roma      | Alleanza Nazionale     | Tommaso Luzzi                            | 15.392     |
| Roma      | Alleanza Nazionale     | Pietro Di Paolantonio                    | 14.808     |
| Roma      | Forza Italia           | Giorgio Simeoni                          | 33.138     |
| Roma      | Forza Italia           | Marco Verzaschi                          | 27.141     |
| Roma      | Forza Italia           | Raffaele D'Ambrosio                      | 19.757     |
| Roma      | Forza Italia           | Stefano De Lillo                         | 13.846     |
| Roma      | Forza Italia           | Gianfranco Sammarco                      | 9.886      |
| Roma      | Forza Italia           | Fabio Armeni                             | 9.022      |
| Roma      | Lista Storace          | Francesco Saponaro                       | 5.513      |
| Roma      | Lista Storace          | Vladimiro Rinaldi                        | 4.720      |
| Roma      | Lista Storace          | Fabio Desideri                           | 4.146      |
| Roma      | Unione di Centro       | Luciano Ciocchetti                       | 27.142     |
| Roma      | Unione di Centro       | Gianfranco Bafundi                       | 13.236     |
| Frosinone | Unione di Centro       | Anna Teresa Formisano                    | 17.903     |
| Frosinone | Forza Italia           | Antonello Iannarilli                     | 19.346     |
| Frosinone | Alleanza Nazionale     | Franco Fiorito                           | 17.296     |
| Frosinone | Lista Storace          | Augusto Pigliacelli                      | 7.258      |
| Frosinone | Uniti nell'Ulivo       | Francesco De Angelis                     | 24.308     |
| Latina    | Forza Italia           | Claudio Fazzone                          | 36.984     |
| Latina    | Alleanza Nazionale     | Fabrizio Cirilli                         | 25.844     |
| Latina    | Unione di Centro       | Aldo Forte                               | 10.557     |
| Latina    | Uniti nell'Ulivo       | Domenico Di Resta                        | 12.059     |
| Rieti     | Uniti nell'Ulivo       | Mario Perilli                            | 9.425      |
| Rieti     | Alleanza Nazionale     | Antonio Cicchetti                        | 10.100     |
| Viterbo   | Forza Italia           | Rodolfo Gigli                            | 8.682      |
| Viterbo   | Uniti nell'Ulivo       | Giuseppe Parroncini                      | 12.838     |